# Schmitz Cargobull
Schmitz Cargobull AG — німецький виробник напівпричепів, кузовів і причепів. Штаб-квартира компанії знаходиться в Хорстмарі, а місце реєстрації компанії — в сусідньому Альтенберге. У 2018/2019 фінансовому році в сімейній компанії працювало близько 6500 осіб, а обсяг продажів склав 2,29 мільярда євро, і таким чином, є лідером ринку в Європі в будівництві комерційних транспортних засобів. Акціонерами є родини Хайнца Шмітца, Петера Шмітца та Бернда Хоффмана в рівних частках.

## Історія компанії

### Становлення і підйом

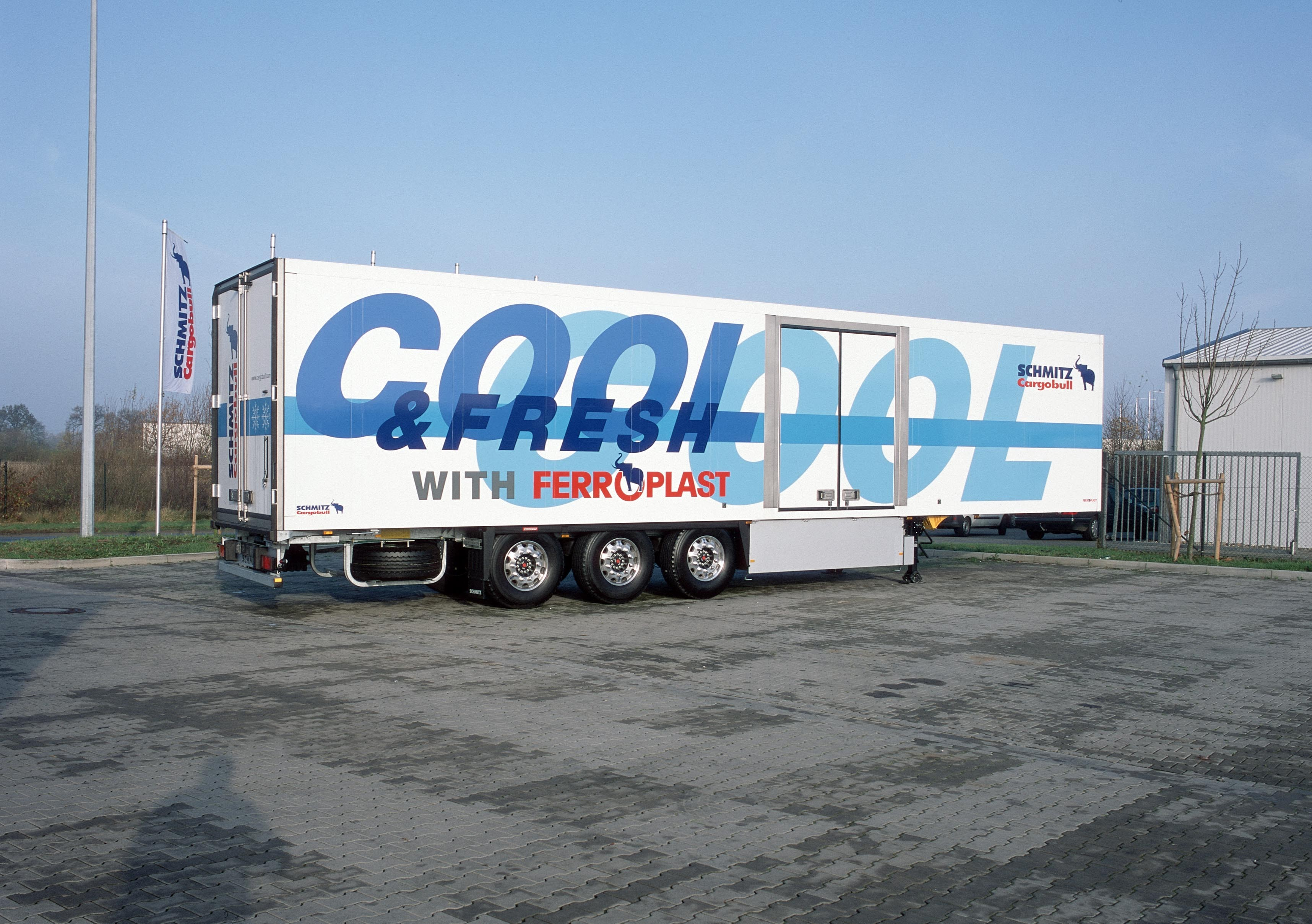
Schmitz Cargobull Cool & Fresh

Витоки компанії сягають 1892 року. У той час засновник компанії Генріх Шмітц почав будувати вагони в сімейній кузні.
Новий напрямок діяльності кузні мав початкову тенденцію до зростання зі збільшенням автомобілізації наприкінці 1920-х років. За цей час компанія перетворилася з майстерні на виробника промислових автомобілів. У 1928 році був поставлений перший автомобільний причіп, оснащений суцільногумовими шинами. З 1935 року почали виготовляти напівпричепи та фургони зі сталевою зовнішньою обшивкою на дерев'яній рамі. У 1950 році Шмітц випустив свій перший ізольований і загартований кузов.

### Розширення, кризи та переорієнтація

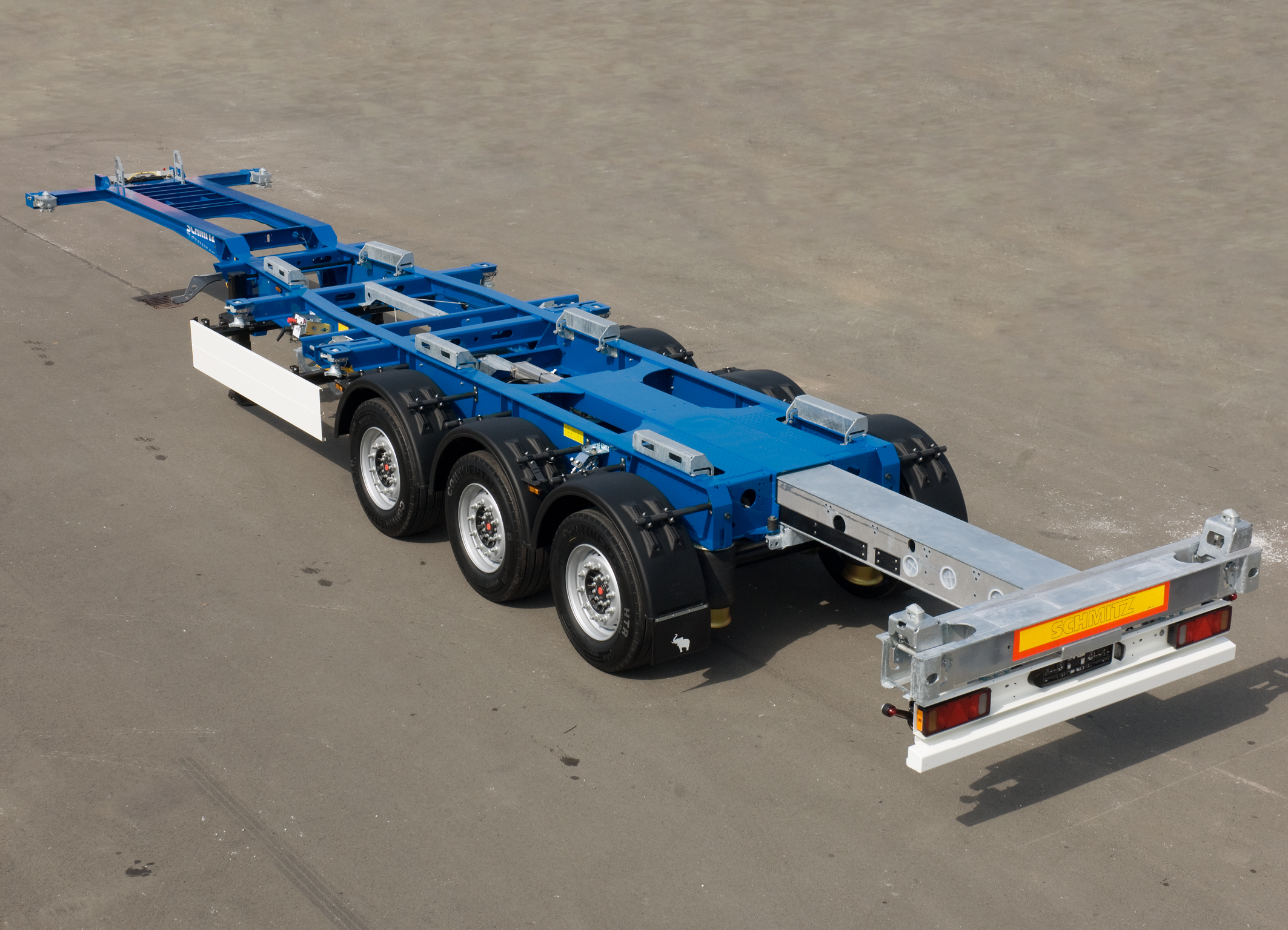
Тривісний напівпричіп Schmitz Cargobull на пневмопідвісці.

Компанія розвивалася в 1960-х роках і особливо після першої нафтової кризи на початку 1970-х років, коли великі замовлення з країн-виробників Близького Сходу принесли двозначні темпи зростання. У 1969 році була відкрита філія у Вредені. У 1980 році новий головний завод був побудований в Альтенберге на більшій ділянці на околиці, а додаткове виробниче підприємство було створено в Берліні. З початком першої війни в Перській затоці замовлення з арабських країн упали в 1980-х роках, і Schmitz Cargobull потрапив у свою першу велику кризу.
Політика реформ у Східній Європі та возз’єднання Німеччини дали компанії тимчасовий поштовх до середини 1990-х років, коли замовлення знову перестали надходити. Після цього відбулася серйозна реорганізація виробництва: асортимент продукції був обмежений чотирма основними типами, кількість необхідних компонентів була значно скорочена, терміни виробництва та доставки були скорочені, а частка витрат на робочу силу зменшилася. Крім того, була запроваджена корпоративна концепція, згідно з якою основні виробничі майданчики в Альтенберге, Вредені та Готі були доповнені так званими сателітами, у яких кінцевий етап виробництва відбувається поблизу замовника.
У березні 1999 року компанія не вийшла на біржу через слабкий попит на акції. Відтоді не було жодних планів щодо іншого IPO.
У 2004/2005 фінансовому році (з 1 квітня по 31 березня) компанія Schmitz Cargobull вперше повідомила про продажі, що перевищили 1 мільярд євро. євро (1,21 млрд євро, вироблено 36 000 автомобілів). Протягом п'яти років продажі подвоїлися, і було найнято 1500 нових працівників. У 2007/2008 фінансовому році продажі вперше перевищили 2 млрд. (2,14 млрд. євро, вироблено 66 500 автомобілів). У результаті глобальної економічної та фінансової кризи продажі в наступному році впали на 70 відсотків до 660 мільйонів євро. євро назад. З 2010/2011 року мільярдний рубіж знову перевищено.

### Поточний розвиток бізнесу
У листопаді 2012 року Schmitz Cargobull уклала угоду про створення спільного підприємства з китайською Dongfeng Motor Company, одним із найбільших у світі виробників вантажівок. Виробництво в Китаї почалося в 2014 році в місті Ухань. Schmitz Cargobull також виробляє в Санкт-Петербурзі в Росії з 2013 року. У найближчому майбутньому компанія планує вийти на ринки Індії та Південної Америки, а також розширити свою діяльність на Близькому та Середньому Сході, зокрема.
З кузовами Van Bodies компанія пропонує кузови -фургони для фургонів компактного класу від 3,5 до 6,0 тонн з 2017 року. Корпус V.KO Dry, який пропонується в комплекті, повинен вразити ринок своєю швидкою збіркою за допомогою клейових методів і малою вагою на основі нещодавно розробленого матеріалу панелі Stratoplast. У січні 2019 року компанія Schmitz Cargobull AG вирішила припинити виробництво кузовів V.KO Van Bodies у Берліні та закрити берлінський завод.

## Місцезнаходження
Велика частина виробництва відбувається в Німеччині та продається за кордон. Основними ринками збуту є Центральна та Східна Європа та Близький та Середній Схід. Виробничі підприємства знаходяться в Німеччині в містах Альтенберге, Вреден, Гота і Тоддін. За кордоном у Сарагосі (Іспанія), Паневежісі (Литва), Санкт-Петербурзі (Росія), Адапазарі (Туреччина) та в Мельбурні (Австралія).
Schmitz Cargobull має власний відділ продажів і розподілу. Торгові партнери майже у всіх країнах Європи та підтримує мережу з понад 1700 авторизованих майстерень по всій Європі.

## Бренд
Торгова марка Schmitz Cargobull із зображенням блакитного слона була представлена наприкінці 1980-х років. До того часу компанія працювала під назвою Schmitz-Trailer Vehicle Construction GmbH and Co. KG.